# Landdagverkiezingen in Burgenland 2015
De eenentwintigste landdagverkiezingen in de deelstaat Burgenland van 2015 vonden op 31 mei van dat jaar plaats. De Sozialdemokratische Partei Österreichs (SPÖ) bleef de grootste partij. Na de verkiezingen vormden SPÖ en FPÖ een coalitie en werd gouverneur (Landeshauptmann) Hans Niessl (SPÖ) herkozen.
| Partij | Partij                                                | Percentage | Zetels | Verschil |
| ------ | ----------------------------------------------------- | ---------- | ------ | -------- |
|        | Sozialdemokratische Partei Österreichs (SPÖ)          | 41,92%     | 15     | 3        |
|        | Österreichische Volkspartei (ÖVP)                     | 29,08%     | 11     | 2        |
|        | Freiheitliche Partei Österreichs (FPÖ)                | 15,04%     | 6      | 3        |
|        | Die Grünen - Die Grüne Alternative (GRÜNE)            | 6,43%      | 2      | 1        |
|        | Liste Burgenland (LBL)                                | 4,82%      | 2      | 2        |
|        | NEOS – Das Neue Österreich und Liberales Forum (NEOS) | 2,33%      | 0      | 0        |
|        | Christliche Partei Österreichs (CPÖ)                  | 0,38%      | 0      | 0        |
|        |                                                       |            | 36     |          |